# Los amos de Dogtown
Lords of Dogtown cuyo título en español es Los amos de Dogtown, es una película dirigida por Catherine Hardwicke en 2005 y escrita por el exskater profesional Stacy Peralta. El film está basado en los hechos reales de la historia de los Z-Boys, un influyente equipo californiano de skateboard ganadores de varios campeonatos del mundo en todo el país estadounidense durante la década de los 70.
Protagonizada por Heath Ledger, Rebecca De Mornay, John Robinson, Emile Hirsch, Victor Rasuk, Michael Angarano, Johnny Knoxville y Nikki Reed. También aparece Mitch Hedberg, cómico estadounidense que tuvo un pequeño papel en la película, y quien murió antes de que se estrenara, por lo que está dedicada a su memoria.
Catherine Hardwicke, ganadora del premio a Mejor Director en el Festival de Sundance en 2003 por "Thirteen", es la directora de esta película que pretende inmortalizar en cine la historia de tres mitos del skateboarding. Stacy Peralta, Tony Alva y Jay Adams, los adolescentes que evolucionaron durante la década de los setenta, además de tener escenas cada uno en la película, han participado de forma activa en el rodaje de esta producción que también ha sido galardonada con el premio al Mejor Documental en el Festival de Cine AFI.

## Argumento
A principios de la década de los 70, en Venice, California, un grupo de jóvenes skaters disfrutaban patinando en las calles y surfeando en el muelle de Pacific Ocean Park. Rodeados de un ambiente deprimente, tanto en las calles como en sus respectivos hogares, en los suburbios de la ciudad, los chicos se agarran a lo único que les hace disfrutrar, el skateboard.
Skip Engblom (Heath Ledger), el alcohólico dueño de una tienda de surf llamada Zephyr, se ofrece a patrocinar a los chicos con el fin de conseguir más dinero para la tienda. Entre los jóvenes destacan tres: Stacy Peralta (John Robinson), Tony Alva (Victor Rasuk) y Jay Adams (Emile Hirsch), que se autoproclaman como los Z-Boys. Rápidamente comienzan a conseguir un notable éxito en competiciones locales de Santa Mónica, Venice Beach y los demás competidores no tardan en aprovechar que Skip los tiene sin pagarles nada pese a vender un buen número de tablas de skate gracias a sus éxitos. Sin embargo, no todos ellos asumen el triunfo de manera idéntica.
Tony Alva, recibe una oferta de Topper Burks, un ambicioso y prestigioso dueño de un equipo de skate, siendo el primero en dejar el equipo de Zephyr. A la vez que Skip se hunde en el alcohol y observa como sus chicos dejan el equipo por su reticencia a compartir beneficios con ellos, Stacy y Jay dejan también Zephyr. Stacy se marcha a G&S y Jay se queda por su cuenta.
Los chicos, cada uno ya con su camino hecho en la vida y sin noticias unos de otros, se reúnen con motivo de la noticia de la grave enfermedad de Sid, uno de los chicos del antiguo equipo de Zephyr y amigo de los tres.

## Reparto
- Emile Hirsch como Jay Adams.
- John Robinson como Stacy Peralta.
- Victor Rasuk como Tony Alva.
- Heath Ledger como Skip Engblom.
- Michael Angarano como Sid.
- Nikki Reed como Kathy Alva.
- Rebecca De Mornay como Philaine.
- William Mapother como Donnie.
- Vincent Laresca como Chino.
- Elden Henson como Billy Z.
- Mitch Hedberg como Frank Nasworthy.
- Stephanie Limb como Peggy Oki.
- Mike Ogas como Bob Biniak.

## Desarrollo
Tanto David Fincher como Fred Durst iban a dirigir la película, pero Catherine Hardwicke finalmente consiguió el trabajo, y Fincher se quedó como productor.

## Lanzamiento
Lords of Dogtown fue la primera película en ser lanzada por Columbia Pictures y TriStar Pictures, ambas registradas por Sony Pictures Entertainment, y a veces se las conoce como Columbia TriStar Pictures.

## Recepción
Tras su lanzamiento, los Lords of Dogtown recibió críticas mixtas en su mayoría. Actualmente, la película tiene una calificación de "podrida" del 55% en Rotten Tomatoes, con el consenso de que "Lords of Dogtown, aunque hábilmente realizado y editado, carece de la profundidad y el valor entretenido del documental superior sobre el mismo tema, Dogtown y Z-Boys".
La representación de Ledger de Skip Engblom fue aplaudida por su realismo y se considera uno de los aspectos más destacados de la película. Joe Donnoly, quien conocía a Engblom, quedó impresionado por la atención de Ledger al detalle, diciendo: "Es casi espeluznante la precisión con la que apuntó no solo los gestos, la cadencia y la presencia física de Skip... sino también cómo levanta el espíritu de Skip, que es el corazón y el alma y la mayoría de lo que es realmente genial en una película que no es del todo genial".
Luke Davies de The Monthly reconoce cuán extravagante es el personaje, pero dice que la película se salvó gracias a la profundidad emocional de Ledger: "La actuación navega constantemente cerca de lo sobre actuado. Engblom era, por todos los aspectos, un personaje extravagante, pero se retrae, el salvajismo compensado por una sorprendente profundidad de tristeza. Como en una serie de roles de Ledger, existe una especie de sabiduría y melancolía animal junto a la comedia desgarbada".
A.O. Scott, de The New York Times, también destacó las actuaciones de Ledger, declarando: "Skip siempre es volátil, frecuentemente borracho y consistentemente es la figura más entretenida de la película". También elogió la película en su conjunto y dijo: "Lords of Dogtown de principio a fin es una maravilla".
Sin embargo, la película ha ganado un seguimiento general de culto desde su lanzamiento. También se considera una de las mejores películas de skate de todos los tiempos según muchos fanáticos del deporte.

## Premios y reconocimientos
La Asociación de Críticos de Cine de Ohio Central nombró a Heath Ledger Actor del Año por esta película.
Lords of Dogtown está en la posición #417 en la lista Empire de "Las 500 mejores películas de todos los tiempos".

## Curiosidades
Además de ser el guionista del film, el verdadero Stacy Peralta aparece en una parte de la película como el director de cine.
Tony Alva, otro de los personajes reales en que se basa la película, colaboró en la producción coreografiando las acrobacias de los skaters y enseñando a los actores no sólo a patinar, sino a patinar con el auténtico estilo Z-Boy.
En la escena donde Jay Adams regresa a su casa aún con el cabello largo su mamá le presenta a un hombre sentado en un sillón rapado, y con tatuajes en la cara, ese es el verdadero Jay Adams.
El skater profesional Tony Hawk aparece en una de las escenas de esta película, como un astronauta que no podía usar el skate. Además, Tony Hawk perteneció a uno de los equipos formados por Stacy Peralta cuando tenía 14 años.
En el videojuego Tony Hawk's American Wasteland aparece el patinador profesional Tony Alva y una representación del muelle de Santa Mónica en miniatura como un nivel jugable, además, se hace una mención a "Dogtown" en una parte del juego.
Emile Hirsch documentó su personaje como Jay Adams con el propio Jay Adams, quien le contó anécdotas y le enseñó a patinar como un Z-Boy.
Desde que Skip Engblom vio El Patriota supo que si alguien tenía que interpretar su persona en una película ese debía ser Heath Ledger. Y así fue, Ledger dio vida a Engblom en Los amos del Dogtown.